# Luanshya
Luanshya je grad u zambijskoj pokrajini Copperbelt. Leži u blizini Ndole i Kitwea, 40-ak km južno od granice s Demokratskom Republikom Kongo, na 1200 m nadmorske visine. Ima najstariji rudnik bakra u Zambiji. Gradsko stanovništvo većinom govori bemba jezikom.
Godine 2010. Luanshya je imala oko 120.000 stanovnika.